# 신덕로 (포항시)
신덕로(Sindeok-ro)는 대한민국 경상북도 포항시 북구 여남동에서 양덕동을 거쳐 연결하는 도로이다.

## 노선 경로
- 삼거리 명칭 미상 - 새천년대로
- 기계2교
- 삼거리 명칭 미상 - 양덕남로
- 삼거리 명칭 미상 - 장량로
- 삼거리 명침 미상 - 양덕로
- 사거리 명칭 미상 - 천마로
- 사거리 명칭 미상 - 법원로
- 사거리 명칭 미상 - 삼흥로, 장량중앙로